# میستی استون
میستی استون (انگلیسی: Misty Stone؛ زاده ۲۶ مارس ۱۹۸۶) یک بازیگر پورنوگرافی اهل ایالات متحده آمریکا است.